# Bayerische Staatsoper

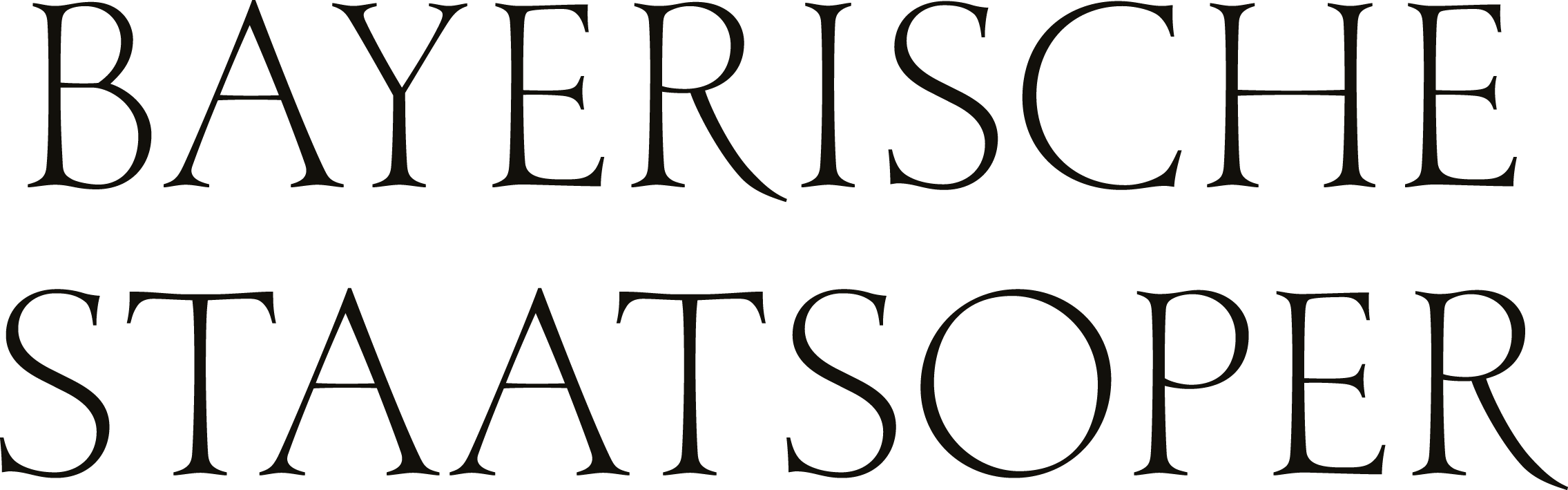
Logo

Die Bayerische Staatsoper in München ist eines der führenden Musiktheater der Welt. Ihre Hauptspielstätte befindet sich im Nationaltheater am Max-Joseph-Platz. Sie bildet zusammen mit dem Bayerischen Staatsschauspiel, dem Staatstheater am Gärtnerplatz und den Staatstheatern Nürnberg und Augsburg die Bayerischen Staatstheater.

## Spielstätten

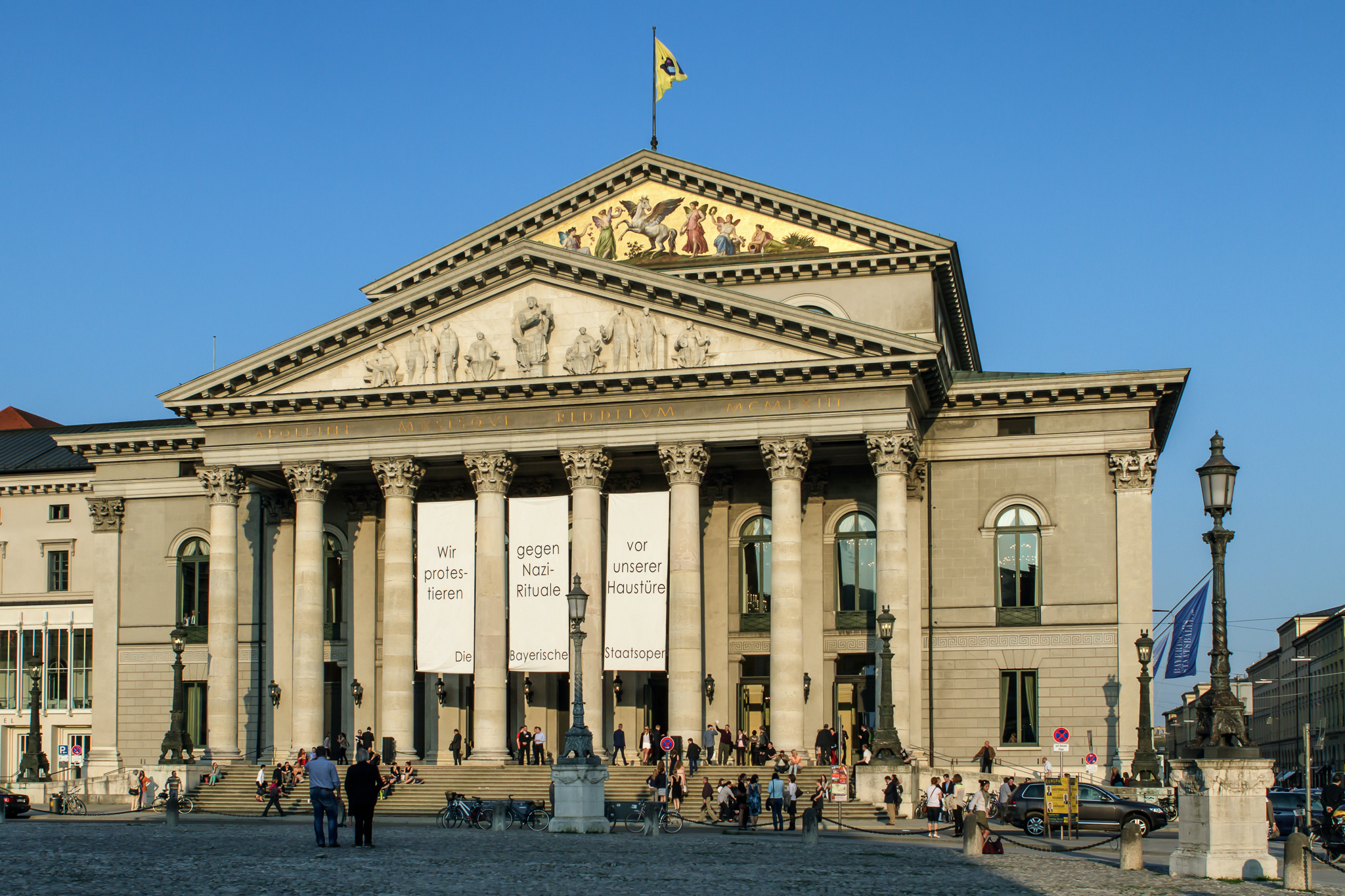
Nationaltheater am Max-Joseph-Platz, Hauptspielort der Bayerischen Staatsoper (2013)

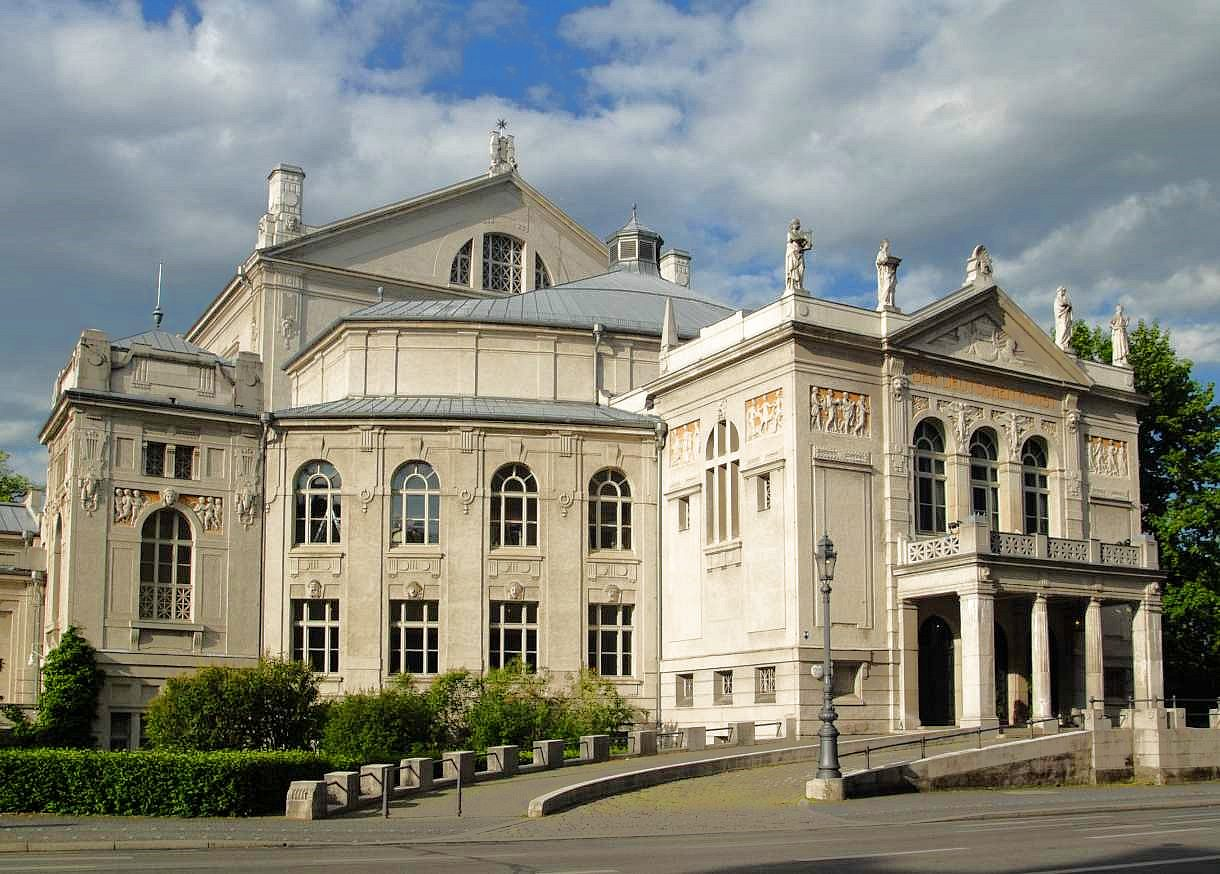
Prinzregententheater (2007)

Die Vorstellungen finden im Nationaltheater am Max-Joseph-Platz, im Prinzregententheater und im Alten Residenztheater (Cuvilliés-Theater) statt. Das Opernhaus wird vom Bayerischen Staatsorchester bespielt.
Seit 1875 werden hier auch die Münchner Opernfestspiele veranstaltet, weltweit eines der wichtigsten Musikfestivals.
Die detaillierte Geschichte und Architektur des Hauses werden im Artikel Nationaltheater München beschrieben.

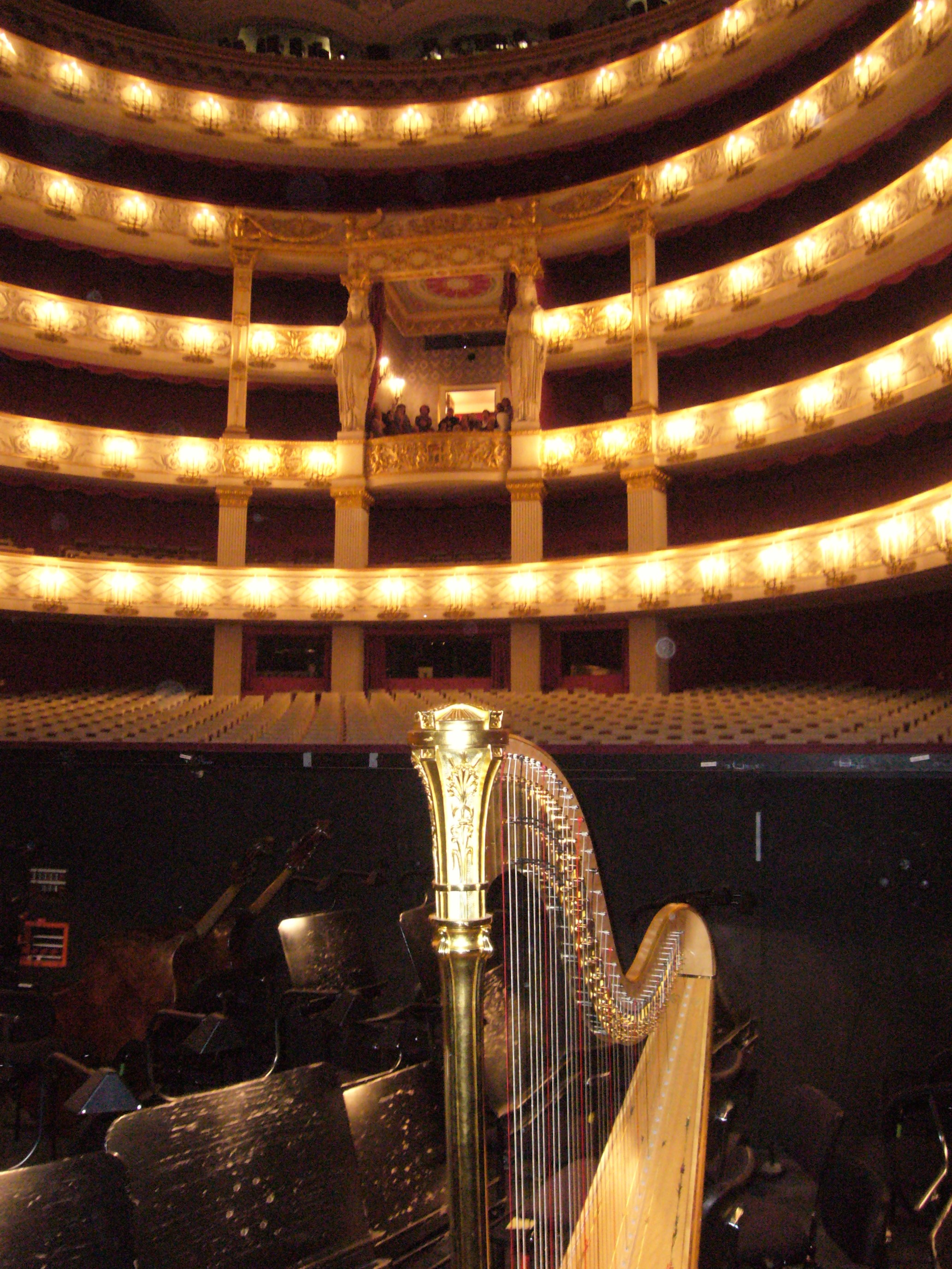
Blick aus dem Orchestergraben in den Zuschauerraum mit der Mittelloge
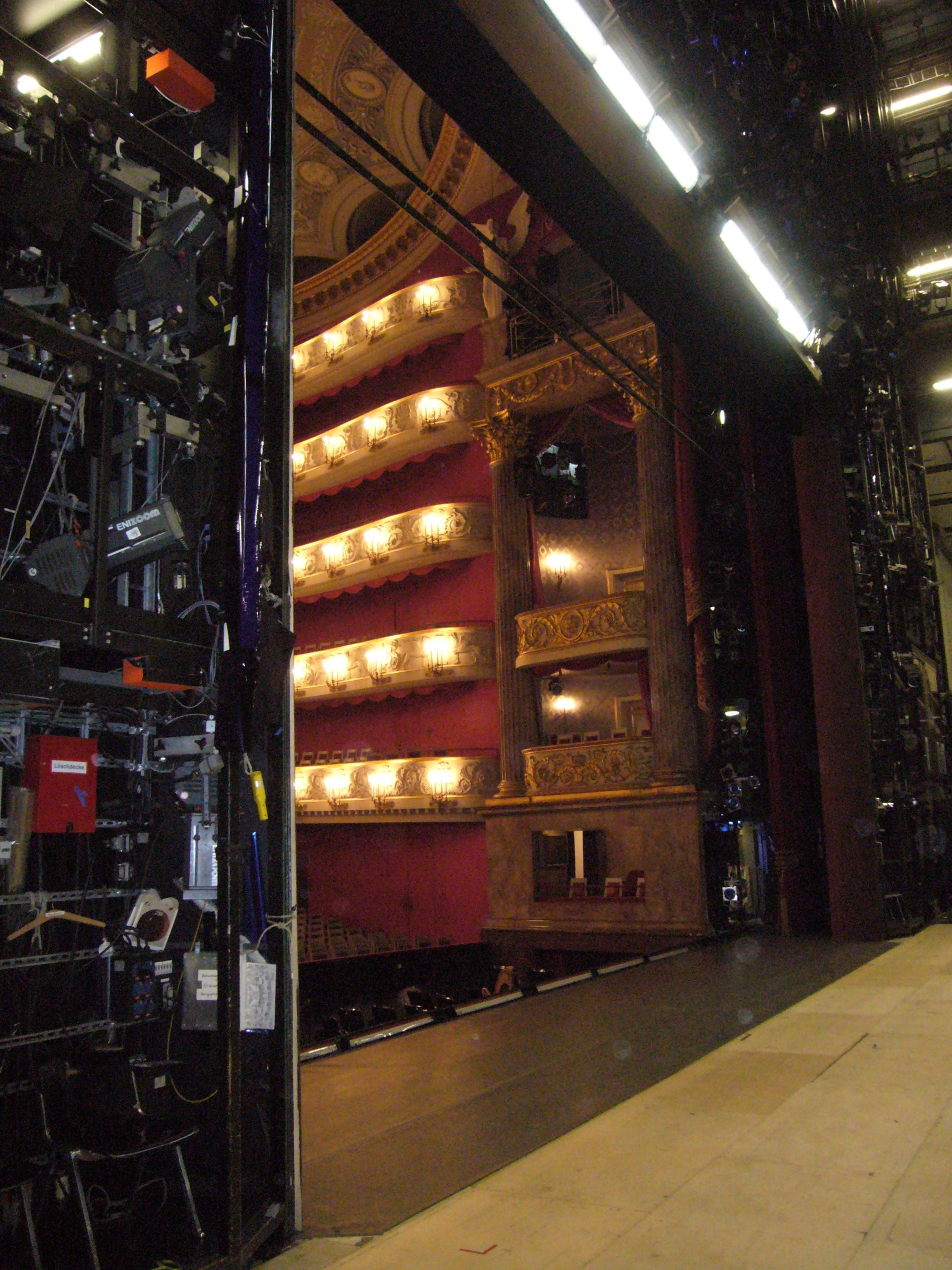
Blick von der Bühne in den Zuschauerraum
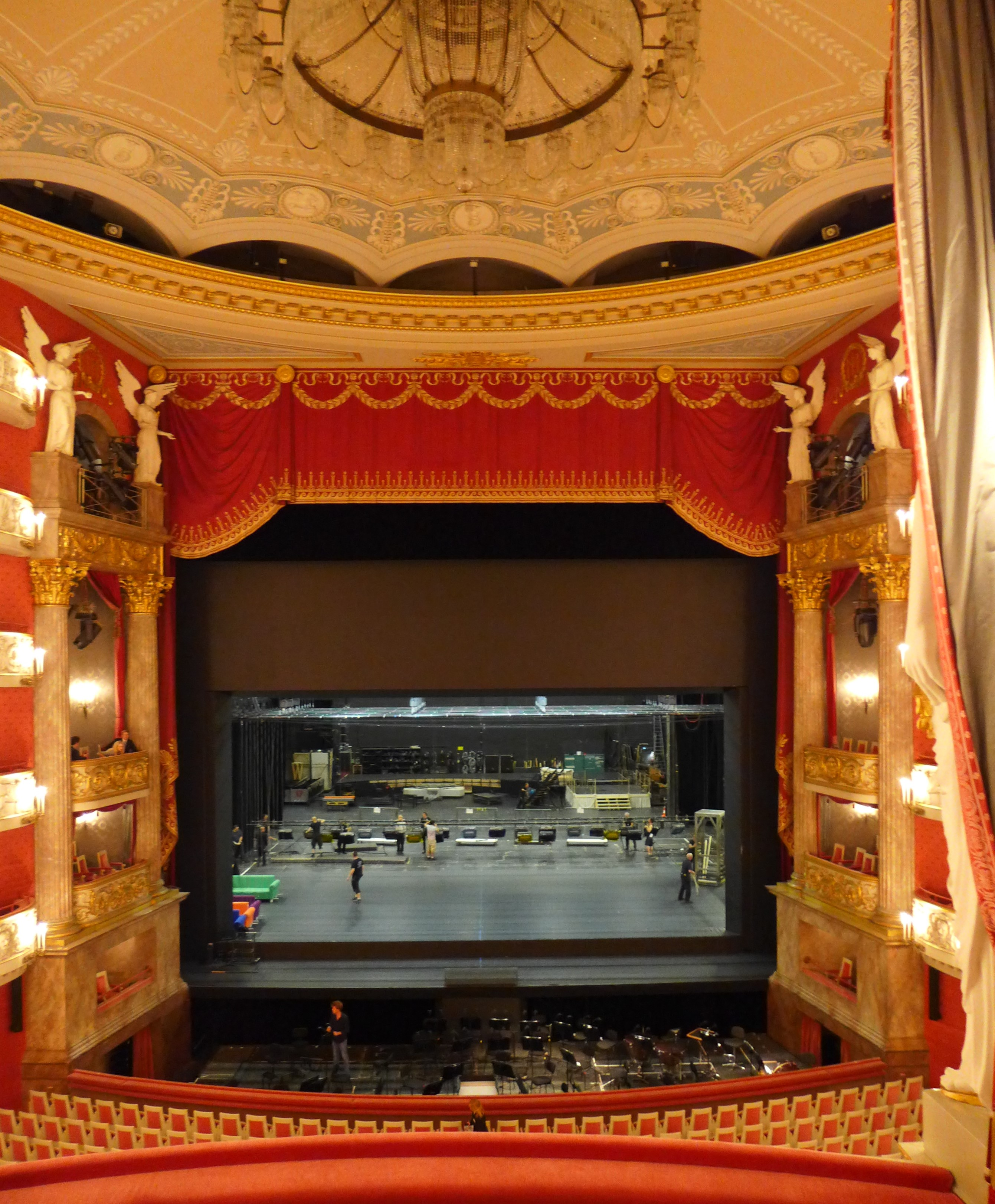
Blick aus der Mittelloge auf die Bühnenarbeiten
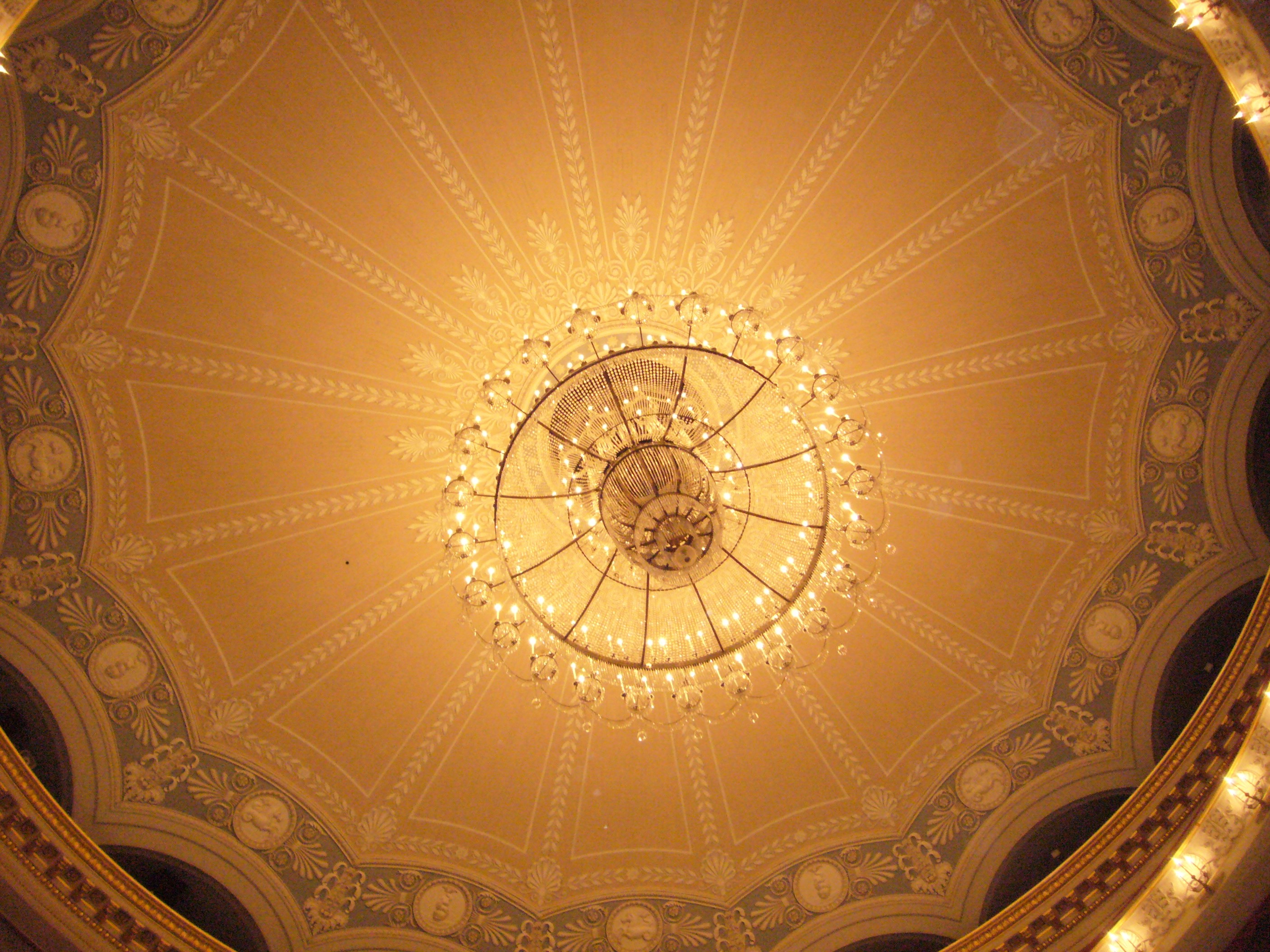
Blick aus dem Parkett zum Plafondlüster des Zuschauerraumes

## Geschichte

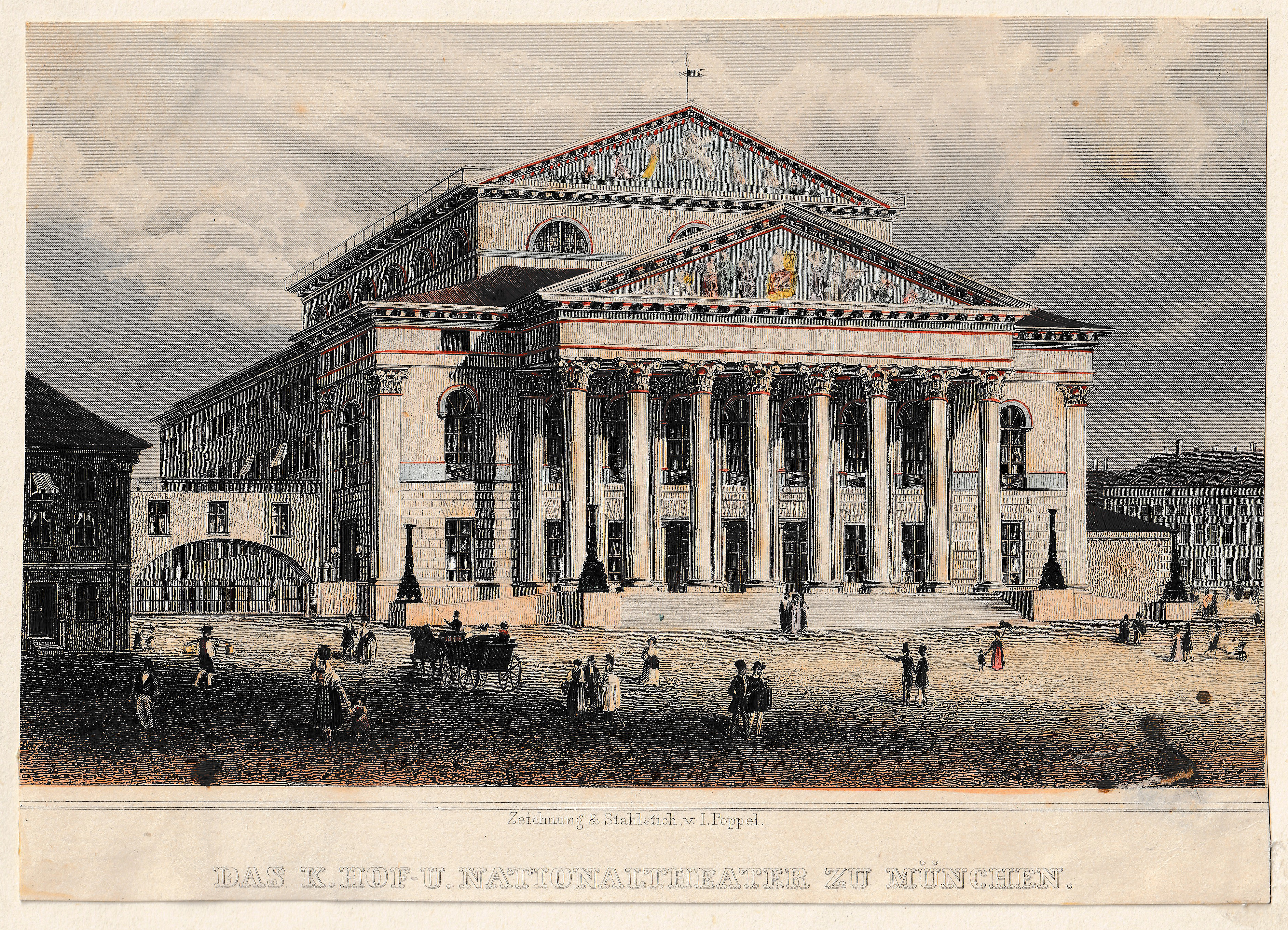
Das K. Hof- und Nationaltheater ca. 1850

### Kurfürstliches und Königliches Hoftheater
Die Bayerische Staatsoper ging aus der Hofoper hervor, wobei das Bayerische Staatsorchester schon lange Zeit vorher bestand. Münchens erstes Opernhaus, das Opernhaus am Salvatorplatz, wurde auf Betreiben der Kurfürstin Henriette Adelheid von Savoyen 1657 erweitert und kann damit als ältestes im deutschsprachigen Raum gelten (abgesehen von der Wiener Hofoper, die gleichfalls auf die Mitte des 17. Jahrhunderts zurückgeht).  Das Musikleben bei Hofe wurde zu dieser Zeit unter anderen von Meistern wie Giovanni Giacomo Porro, Johann Caspar von Kerll und Ercole Bernabei bestimmt, wobei Kerll die Hofoper leitete. Ab 1715 bekleidete Pietro Torri den Rang eines Oberaufsehers über die Churfürstliche Kammer-Music und Kapellmeisters und war somit Stellvertreter von Giuseppe Antonio Bernabei. Im Auftrag des Kurfürsten entstanden in der Folgezeit jährlich eine Oper und zahlreiche weitere Kompositionen. So erhielt er anlässlich der Hochzeitsfeierlichkeiten des Thronfolgers Karl Albrecht mit der Kaisertochter Maria Amalia von Österreich den Auftrag für die Oper Adelaide, die am 18. Oktober 1722 im Opernhaus uraufgeführt wurde. Bei seinem Aufenthalt in München 1728 sang der berühmte Kastrat Farinelli einen Solopart der Oper Nicomede. Er gastierte 1729 nochmals zusammen mit Faustina Bordoni zur Aufführung der Oper Edippo.
Im Salvatortheater fand am 13. Januar 1775 dann noch die Premiere der Oper La finta giardiniera von Wolfgang Amadeus Mozart im Beisein von Kurfürst Maximilian III. Joseph statt. Da jedoch ab dem 12. Oktober 1753 mit der Oper „Catone in Utica“ von Metastasio das neue Opernhaus in der Residenz (Theater in der Residenz) eröffnet hatte, wurden fortan dort die Opern der Karnevalssaison gespielt. Das Opernhaus am Salvatorplatz wurden danach nur noch für Operetten, Ballette und später für Schauspiele genutzt. Das Theater in der Residenz war fortan der Hauptspielort, in dem der Hof vor allem weiterhin italienische Opern spielen ließ. Hier wurde 1781 auch Mozarts Idomeneo uraufgeführt. Als auch die erste stehende deutsche Theatertruppe unter Kurfürst Karl Theodor nach der Auflösung der italienischen Oper als „National-Schaubühne“ in das „Kurfürstliche Hof- und Nationaltheater“ (wie ab 1795 das Alte Residenztheater genannt wurde) überwechselte, konnte das baufällige Haus am Salvatorplatz 1799 geschlossen werden. Drei Jahre später wurde es abgebrochen.
Ein großes Königliches Hof- und Nationaltheater wurde dann von 1810 bis 1817 erbaut. Es musste zweimal wiedererrichtet werden: einmal nach einem Großbrand 1823–25 und 1958–63 nach dem Zweiten Weltkrieg. Zur Regierungszeit König Ludwigs II., eines glühenden Verehrers Richard Wagners, wurden dort durch die Hofoper die Wagner-Opern Tristan und Isolde, Die Meistersinger von Nürnberg, Das Rheingold und Die Walküre uraufgeführt. Auch im Residenztheater fanden weiterhin Uraufführungen statt, ebenso im Prinzregententheater, welches 1901 eröffnet wurde, nachdem das 1865 von Semper geplante Münchner Festspielhaus an der Isar nicht realisiert worden war.

### Staatsoper im 20. und 21. Jahrhundert
Am 17. November 1918 ging das Nationaltheater im Rahmen einer Feier der Novemberrevolution in den Besitz des neu ausgerufenen Freistaates Bayerns über. Künstlerisch herrschte Kontinuität gegenüber den Entwicklungen der Hofoper bis zum Ersten Weltkrieg. Ur- und Erstaufführungsproduktionen von Richard Strauss, Hans Pfitzner, Franz Schreker oder Walter Braunfels wurden oft im Rahmen der Festspiele gespielt, um die die Opern von Mozart und die Musikdramen von Wagner als Festspieltradition zu ergänzen. Trotz einer Gastregie von Anna Bahr-Mildenburg im Jahr 1922 für den Ring des Nibelungen wurde der Aufführungsstil optisch bis in die 40 Jahre repertoirebergreifend (auch im Staatsballett) von Ausstattern wie Leo Passetti, Emil Preetorius, Ludwig Sievert und Rochus Gliese dominiert. Ansätze zur Abstraktion in den 20er Jahren wurden im Nationalsozialismus zugunsten des ideologisch vorgegebenen Bühnenrealismus zurückgenommen. Diese ästhetische Linie wurde nach dem Zweiten Weltkrieg, nun aber offen für moderne und internationale avantgardistische Strömungen vor allem von Helmut Jürgens, Ita Maximowna oder Rudolf Heinrich fortgesetzt.
Nachdem das Nationaltheater in der Nacht auf den 3. Oktober 1943 durch einen Bombenangriff zerstört worden war, wurde bis Ende Juni 1944 noch an verschiedenen Veranstaltungsorten weitergespielt. Nach Kriegsende diente ab November 1945 zunächst das Prinzregententheater als Hauptspielstätte, um an den Repertoire- und Ensemblebetrieb anzuknüpfen. Nach der Wiedereröffnung des Nationaltheaters im November 1963 hielt zunehmend die Internationalisierung des Opernbetriebes Einzug an der Bayerischen Staatsoper. Aufführungen in der Originalsprache setzten sich zunächst für italienische und dann auch für französische und slawische Opern, z. B. in Inszenierungen durch. Anteil an dieser Entwicklung von den 70er bis zu den 90er Jahren hatten auch international gefragte Regisseure wie Otto Schenk, Götz Friedrich, Giancarlo del Monaco, Jean-Pierre Ponnelle oder David Pountney. Ponnelle inszenierte mit Lear (1978) und Troades (1986) von Aribert Reimann auch zwei Uraufführungen von Bühnenwerken dieses Komponisten. Eine weitere Uraufführung kam an der Staatsoper im Jahr 2000 mit Bernarda Albas Haus, inszeniert von Harry Kupfer, hinzu. Experimentelles Musiktheater und Stücke für junges Publikum kamen ab 1972 im Marstall zur Aufführung, bevor das kooperierende Staatsschauspiel 1993 dort als einziger Veranstalter Bühnenproduktionen herausbrachte. Neues Musiktheater fand ab 1998 im Zusatzprogramm der Festspiele statt, während Kindern und Jugendlichen ab 2003 ein eigener Programmpunkt im Spielplan eingeräumt wurde.
Zentral blieb vom 20. bis ins 21. Jahrhundert die Pflege der Werke von Mozart, Wagner und Strauss als internationales Aushängeschild, insbesondere mit der Aufführung aller Bühnenwerke von Wagner im Jahr 1983 und des kompletten Opernschaffens von Strauss im Jahr 1988. Mit Die Frau ohne Schatten von Richard Strauss wurde 1992 auch das Opernhaus von Nagoya im Rahmen eines Gesamtgastspiels der Bayerischen Staatsoper eröffnet und aufgezeichnet, während in derselben Spielzeit das Nationaltheater technisch saniert werden musste. Dies war das dritte mehrwöchige Gastspiel der Bayerischen Staatsoper in Japan nach 1974 und 1988; weitere folgten 2001, 2005 und 2017. Ab der Saison 1993/94 wurde das Repertoire in München im Blocksystem gespielt. Die Opernfestspiele 1997 markierten mit L’incoronazione di Poppea den Beginn eines Monteverdi-Zyklus im Prinzregententheater, der durch die vorangegangene Wiedereröffnung des Hauses mit Orchestergraben möglich war und dem weitere Produktionen von auch sonst häufig an der Staatsoper beschäftigten Regisseuren wie David Alden, Achim Freyer, Christof Loy, David Bösch, Barrie Kosky, Axel Ranisch oder Claus Guth folgen sollten. Außerdem fand im Festspielsommer 1997 mit der Live-Übertragung von Bizets Carmen auf den Max-Joseph-Platz vor dem Nationaltheater erstmals die Veranstaltung „Oper für alle“ statt. Sie wurde ab 1999 um Open-Air-Konzerte, ab 2007 auch unter Einbindung des Jugendorchesters ATTACCA und ab 2021 auf bayerische Spielstätten außerhalb Münchens erweitert.
Die Münchner Staatsoper bietet – zusammen mit dem Bayerischen Staatsorchester und dem Bayerischen Staatsballett – einen dichten Repertoirebetrieb mit fast 350 Opern- und Ballettaufführungen im Jahr.

### Uraufführungen ab 1753
Eine Veröffentlichung der Bayerischen Staatsoper verzeichnet im Zeitraum von 1818 bis 2001 106 Opernuraufführungen. Demgemäß ist die folgende Auflistung nicht als vollständig zu betrachten.
- 2. Oktober 1753, Catone in Utica von Giovanni Ferrandini und Pietro Metastasio (Residenztheater)
- 13. Januar 1775, La finta giardiniera von Wolfgang Amadeus Mozart und Giuseppe Petrosellini (?) (Opernhaus am Salvatorplatz)
- 29. Januar 1781, Idomeneo von Wolfgang Amadeus Mozart und Giambattista Varesco (Residenztheater)
- 1. Februar 1782, Semiramide von Antonio Salieri und Pietro Metastasio (Residenztheater)
- 27. Januar 1807, Iphigenie in Aulis von Franz Danzi und Karl Reger (Residenztheater)
- 4. Juni 1811, Abu Hassan von Carl Maria von Weber und Franz Carl Hiemer (Residenztheater)
- 23. Dezember 1812, Jephthas Gelübde von Giacomo Meyerbeer und Aloys Schreiber (Residenztheater)
- 9. November 1817, Gli amori di Teolinda von Giacomo Meyerbeer (Erstaufführung im Residenztheater nach der 1816 erfolgten Uraufführung in Verona)
- 7. Oktober 1849, Benvenuto Cellini von Franz Lachner, Henri-Auguste Barbier und Léon de Wailly (deutsch von: ?)
- 10. Juni 1865, Tristan und Isolde von Richard Wagner
- 21. Juni 1868, Die Meistersinger von Nürnberg von Richard Wagner
- 22. September 1869, Das Rheingold von Richard Wagner
- 26. Juni 1870, Die Walküre von Richard Wagner
- 28. Mai 1872, Leyer und Schwert oder Theodor Körner von Wendelin Weißheimer und Louise Otto-Peters
- 29. Juni 1888, Die Feen von Richard Wagner
- 23. Januar 1897, Königskinder (Melodramfassung) von Engelbert Humperdinck und Elsa Bernstein
- 10. Oktober 1897, Sarema von Alexander von Zemlinsky, Adolf von Zemlinszky und Arnold Schönberg
- 22. Januar 1899, Der Bärenhäuter von Siegfried Wagner
- 27. November 1903, Le donne curiose von Ermanno Wolf-Ferrari und Luigi Sugana (deutsch von Hermann Teibler) (Residenztheater)
- 19. März 1906, I quattro rusteghi (Die vier Grobiane) von Ermanno Wolf-Ferrari und Giuseppe Pizzolato (deutsch von Hermann Teibler)
- 11. Dezember 1906, Das Christ-Elflein von Hans Pfitzner und Ilse von Stach
- 4. Dezember 1909, Il segreto di Susanna (Susannens Geheimnis) von Ermanno Wolf-Ferrari und Enrico Golisciani (deutsch von Max Kalbeck)
- 28. März 1916, Der Ring des Polykrates von Erich Wolfgang Korngold, Leo Feld und Julius Korngold und; Violanta von Erich Wolfgang Korngold und Julius Korngold
- 12. Juni 1917, Palestrina von Hans Pfitzner (Prinzregententheater)
- 30. November 1920, Die Vögel von Walter Braunfels (nach Aristophanes)
- 15. November 1924, Don Gil de las calzas verdes von Walter Braunfels (nach Tirso de Molina)
- 12. November 1931, Das Herz von Hans Pfitzner und Hans Mahner-Mons
- 24. Juli 1938, Friedenstag von Richard Strauss, Joseph Gregor und Stefan Zweig
- 5. Februar 1939, Der Mond von Carl Orff
- 28. Oktober 1942, Capriccio von Richard Strauss und Clemens Krauss
- 29. März 1956, Don Juan de Manara von Henri Tomasi (Prinzregententheater)
- 11. August 1957, Die Harmonie der Welt von Paul Hindemith (Prinzregententheater)
- 27. November 1963, Die Verlobung in San Domingo von Werner Egk (nach Heinrich von Kleist)
- 1. August 1972, Sim Tjong von Yun I-sang und Harald Kunz
- 9. Juli 1978, Lear von Aribert Reimann und Claus H. Henneberg
- 10. Mai 1981, Lou Salomé von Giuseppe Sinopoli und Karl Dietrich Gräwe
- 22. Juli 1985 Le Roi Bérenger (König Bérenger I.) von Heinrich Sutermeister (nach Eugène Ionesco)
- 8. November 1985, Night von Lorenzo Ferrero und Peter Werhahn (nach Novalis)
- 25. Januar 1986, Belshazar von Volker David Kirchner und Harald Weirich
- 7. Juli 1986, Troades von Aribert Reimann und Gerd Albrecht (nach Euripides und Franz Werfel)
- 6. Juli 1991, Ubu Rex von Krzysztof Penderecki (nach Alfred Jarry)
- 1. Juli 1996, Schlachthof 5 von Hans-Jürgen von Bose (nach Kurt Vonnegut)
- 11. Januar 1997, Venus und Adonis von Hans Werner Henze und Hans-Ulrich Treichel
- 24. Mai 1998, Was ihr wollt von Manfred Trojahn und Claus H. Henneberg
- 28. Juni 2000, KANON für geschlossene Gesellschaft von Ruedi Häusermann (Cuvilliés-Theater)
- 30. Oktober 2000, Bernarda Albas Haus von Aribert Reimann (nach Federico García Lorca)
- 27. Juni 2002, K.Projekt 12 / 14 von Hans-Jürgen von Bose (nach Franz Kafka) (Cuvilliés-Theater)
- 17. Juli 2003, Das Gesicht im Spiegel von Jörg Widmann und Roland Schimmelpfennig (Cuvilliés-Theater)
- 27. Oktober 2006, Das Gehege von Wolfgang Rihm und Botho Strauß
- 30. Juni 2007, Alice in Wonderland von Chin Un-suk und David Henry Hwang
- 22. Februar 2010, Die Tragödie des Teufels von Péter Eötvös und Albert Ostermaier
- 27. Oktober 2012, Babylon von Jörg Widmann und Peter Sloterdijk
- 31. Januar 2016, South Pole von Miroslav Srnka und Tom Holloway
- 1. September 2020, 7 Deaths of Maria Callas von Marina Abramović und Marko Nikodijević sowie Vincenzo Bellini, Georges Bizet, Gaetano Donizetti, Giacomo Puccini und Giuseppe Verdi

### Intendanten
| Amtszeit      | Intendant                                                                                 |
| ------------- | ----------------------------------------------------------------------------------------- |
| 1824 bis 1848 | Johann Nepomuk von Poißl                                                                  |
| 1848 bis 1851 | Karl Theodor von Küstner                                                                  |
| 1851 bis 1858 | Franz von Dingelstedt                                                                     |
| 1868 bis 1892 | Karl von Perfall                                                                          |
| 1893 bis 1906 | Ernst von Possart                                                                         |
| 1907 bis 1912 | Albert Freiherr von Speidel                                                               |
| 1912 bis 1918 | Clemens von Franckenstein                                                                 |
| 1918          | Viktor Schwanneke (interimistisch)                                                        |
| 1919 bis 1924 | Karl Zeiss                                                                                |
| 1924 bis 1934 | Clemens von Franckenstein                                                                 |
| 1934 bis 1935 | Hans Knappertsbusch (interimistisch)                                                      |
| 1935 bis 1938 | Oskar Walleck                                                                             |
| 1938 bis 1940 | Clemens Krauss (Staatsoperndirektor)                                                      |
| 1947 bis 1952 | Georg Hartmann                                                                            |
| 1952 bis 1967 | Rudolf Hartmann                                                                           |
| 1967 bis 1976 | Günther Rennert                                                                           |
| 1976 bis 1977 | Wolfgang Sawallisch (interimistisch)                                                      |
| 1977 bis 1982 | August Everding                                                                           |
| 1982 bis 1993 | Wolfgang Sawallisch (Staatsoperndirektor)                                                 |
| 1993 bis 2006 | Sir Peter Jonas                                                                           |
| 2006 bis 2008 | Kent Nagano (Künstlerische Gesamtleitung), Roland Schwab und Ulrike Hessler (Direktorium) |
| 2008 bis 2020 | Klaus Bachler                                                                             |
| ab 2021       | Serge Dorny                                                                               |

### Musikdirektoren
Wenn im Folgenden nicht anders angegeben, ist der Titel der musikalischen Leiter der Hof- bzw. Staatsoper seit 1836 „Generalmusikdirektor“.
| Amtszeit      | musikalischer Leiter | Titel            |
| ------------- | -------------------- | ---------------- |
| 1836 bis 1867 | Franz Lachner        |                  |
| 1867 bis 1869 | Hans von Bülow       | Hofkapellmeister |
| 1870 bis 1877 | Franz Wüllner        | Hofkapellmeister |
| 1872 bis 1896 | Hermann Levi         |                  |
| 1894 bis 1896 | Richard Strauss      | Hofkapellmeister |
| 1901 bis 1903 | Hermann Zumpe        |                  |
| 1904 bis 1911 | Felix Mottl          | Hofoperndirektor |
| 1913 bis 1922 | Bruno Walter         |                  |
| 1922 bis 1935 | Hans Knappertsbusch  |                  |
| 1937 bis 1944 | Clemens Krauss       |                  |
| 1945          | Hans Knappertsbusch  |                  |
| 1946 bis 1952 | Sir Georg Solti      |                  |
| 1952 bis 1954 | Rudolf Kempe         |                  |
| 1956 bis 1958 | Ferenc Fricsay       |                  |
| 1959 bis 1968 | Joseph Keilberth     |                  |
| 1971 bis 1992 | Wolfgang Sawallisch  |                  |
| 1993 bis 1998 | Peter Schneider      | Chefdirigent     |
| 1998 bis 2006 | Zubin Mehta          |                  |
| 2006 bis 2013 | Kent Nagano          |                  |
| 2013 bis 2020 | Kirill Petrenko      |                  |
| ab 2021       | Vladimir Jurowski    |                  |

### Ensemblemitglieder der Vergangenheit
| - Theo Adam - Claes-Håkan Ahnsjö - Bernd Aldenhoff - Peter Anders - Francisco Araiza - Sári Barabás - Margarethe Bence - Heinrich Bender - Paul Bender - Lilian Benningsen - Ingrid Bjoner - Karl Böhm - Kurt Böhme - Inge Borkh - Hermine Bosetti - Wolfgang Brendel - Willi Brokmeier - Florian Cerny - Rudolf Chizzali - Pamela Coburn - Franz Crass - Maud Cunitz - Lisa della Casa - Trude Eipperle - Karl Elmendorff - Kieth Engen - Karl Erb - Hermin Esser - Daphne Evangelatos - Antonia Fahberg - Brigitte Fassbaender - Lorenz Fehenberger - Liselotte Fölser - Ferdinand Frantz | - Gottlob Frick - Kenneth Garrison - Rudolf Gerlach-Rusnak - Reri Grist - Ferry Gruber - Ingeborg Hallstein - Georg Hann - Sabine Hass - Robert Holl - Richard Holm - Hans Hopf - Hans Hotter - Felicie Hüni-Mihacsek - Heinz Imdahl - Maria Ivogün - Karl Gatermann der Jüngere - Helena Jungwirth - Gertrud Kappel - Julie Kaufmann - Adele Kern - Leonore Kirschstein - Franz Klarwein - Josef Knapp - Heinrich Knote - Karl-Christian Kohn - Annelies Kupper - Benno Kusche - Erika Köth - Margot Leander - Thea Linhard-Böhm - Oksana Lyniv - Josef Metternich - Georgine von Milinkovic | - Martha Mödl - Kurt Moll - Berta Morena - Hans Hermann Nissen - Hans Günter Nöcker - Sigrid Onégin - Norbert Orth - Wolfgang A. Palm - Julius Patzak - Lucia Popp - Hermann Prey - Margaret Price - Max Proebstl - Hildegard Ranczak - Maria Reining - Chen Reiss - Jan-Hendrik Rootering - Anneliese Rothenberger - Anton Ruppert - Lotte Schädle - Marianne Schech - Rosl Schwaiger - Peter Seiffert - Berthold Sterneck - Cheryl Studer - Hanny Steffek - Hertha Töpper - Julia Varady - Astrid Varnay - Michael Volle - Claire Watson - Fritz Wunderlich - Cornelia Wulkopf - Meinhard von Zallinger |

## Filmdokumentation
- Toni Schmid (Regie): Ganz große Oper. 53 Min, 2017. (Gezeigt werden, auch in Interviews, Jonas Kaufmann, Kirill Petrenko, Anja Harteros, Ivor Bolton, Zubin Mehta, Nikolaus Bachler und Peter Jonas).[5]